# Garreta unicolor
Garreta unicolor är en skalbaggsart som beskrevs av Olof Immanuel Fåhraeus 1857. Garreta unicolor ingår i släktet Garreta och familjen bladhorningar. Inga underarter finns listade i Catalogue of Life.